# Heinrich Leisrink
Heinrich Wilhelm Franz Leisrink (* 24. Juli 1845 in Hamburg; † 20. März 1885 ebenda) war ein deutscher Mediziner und Gründer der Poliklinik des Vaterländischen Frauenhilfsvereins sowie der allgemeinen Poliklinik Hamburg.

## Leben

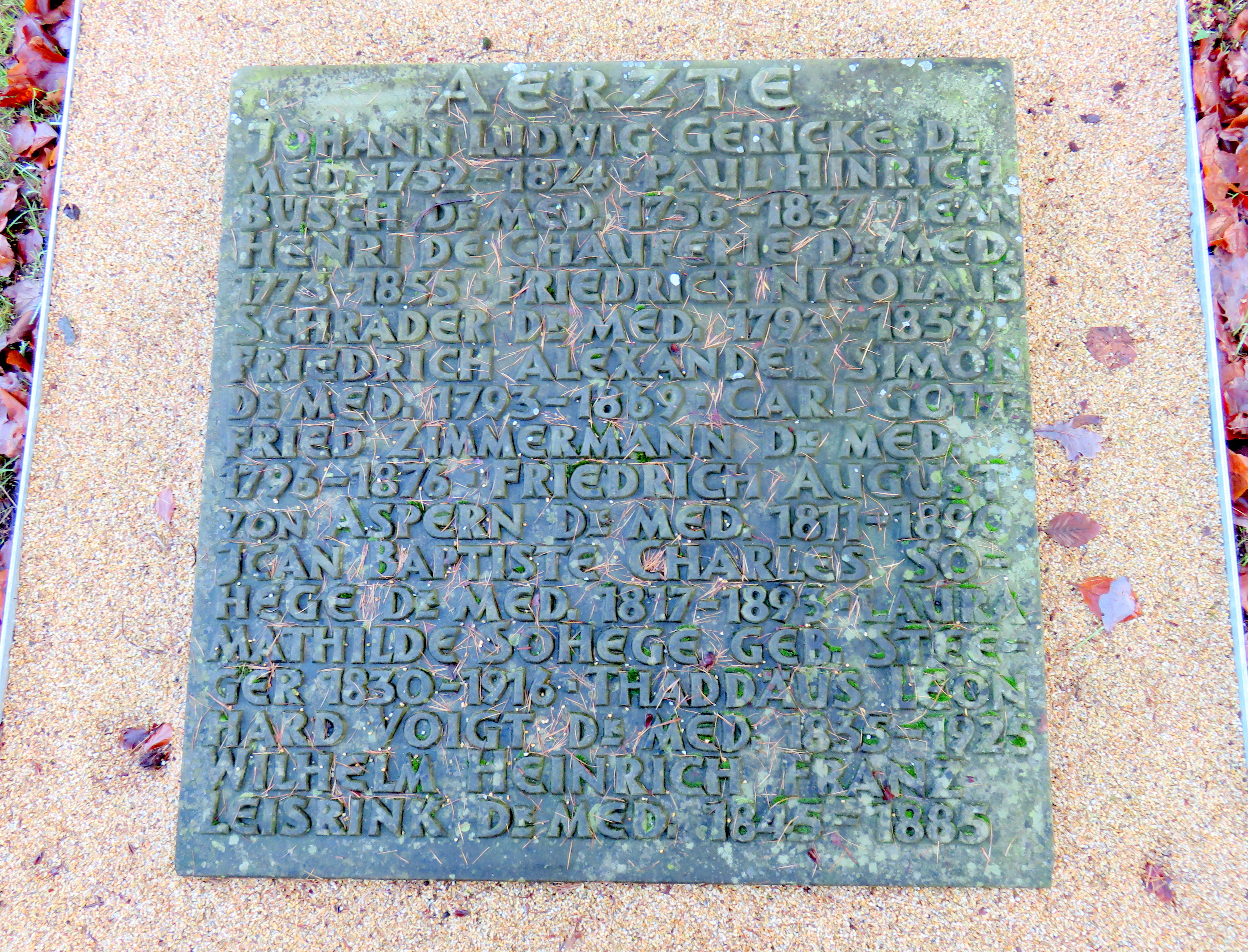
„Wilhelm Heinrich Franz Leisrink“, Sammelgrabmal Aerzte, Friedhof Ohlsdorf

Leisrink studierte Medizin in Göttingen und Kiel. In Göttingen wurde er Mitglied des Göttinger Wingolf. Nach Beendigung des Studiums war er zunächst Assistent an der chirurgischen Abteilung des allgemeinen Krankenhauses zu Hamburg, danach 1868 Doktor. Um am Feldzug 1870 als Feldarzt teilzunehmen, kündigte er und verließ das Hamburger Krankenhaus. 
Nach dem Krieg ließ er sich als Arzt in seiner Vaterstadt nieder und widmete sich vorwiegend der chirurgischen Praxis. Im Zuge dessen gründete er die Poliklinik des Vaterländischen Frauenhilfsvereins und später die allgemeine Poliklinik. Dieser stand er als Leiter der chirurgischen Abteilung zeitweilig vor, um 1879 als Oberarzt der chirurgischen Abteilung an das Israelitische Krankenhauses zu wechseln.
Leisrink verfasste zeit seines Lebens zahlreiche Arbeiten um das Fachgebiet der Chirurgie.
Auf dem Ohlsdorfer Friedhof wird auf der Sammelgrabmalplatte Aerzte des Althamburgischen Gedächtnisfriedhofs unter anderen an Heinrich Leisrink erinnert.

## Schriften (Auswahl)
- Über unblutige Amputation der weiblichen Brust. In: Zentralblatt für Chirurgie. Band 30, 1880, S. 481 ff.
- Der Torfmoos-Verband. Leop. Voss, Hamburg/Leipzig 1884.
- Die moderne Radikal-Operation der Unterleibsbrüche. Eine statistische Arbeit. Leop. Voss, Hamburg/Leipzig 1883.
- Über die Transfusion des Blutes. Breitkopf & Härtel, Leipzig 1872.
- Zur Statistik der Hüftgelenk-Resection bei Caries und Ankylose. Hamburg 1870.
- Die Erhaltung des Barackenlazareths als Civilhospital für Hamburg. Grüning, 1871.